# Nakajima G8N
Le Nakajima G8N Renzan (連山, "chaîne de montagnes") était un prototype de bombardier à longue portée quadrimoteur conçu pour la Marine impériale japonaise durant la Seconde Guerre mondiale. Sa désignation au sein de la marine impériale était « Avion d'assaut basé au sol Type 18 » (十八試陸上攻撃機) et son nom de code allié était « Rita ». Il effectua son premier vol en 1944 mais, à cause du manque de matières premières disponibles durant cette période du conflit, l'avion n'est jamais entré en production.

## Conception et développement
À la fin 1942, la Marine impériale japonaise se doit de trouver un remplaçant au Mitsubishi G4M bimoteur pour l'aéronavale, capable à la fois de bombarder le sol américain et de soutenir la flotte japonaise. En février 1943, le personnel de la marine impériale a demandé à la compagnie aéronautique Nakajima de concevoir un bombardier quadrimoteur capable de répondre à un ensemble de spécifications antérieures pour un avion d'attaque terrestre à longue portée. La spécification finale, publiée le 14 septembre 1943, prévoyait un avion ayant une vitesse maximale de 320 nœuds (590 km/h) pouvant transporter une charge de 4 000 kg de bombes dans un rayon de 3 700 km, ou une autre charge réduite dans un rayon de 7 400 km.
Le design final de l'avion comportait de grandes ailes médianes, un train d'atterrissage tricycle rentrant et une grande dérive simple. La puissance était fournie par quatre moteurs Nakajima NK9K-L 24 Homare à 18 cylindres en étoile refroidis par air et équipé de turbocompresseurs Hitachi 92, développant 2 000 ch chacun. Les moteurs étaient refroidis par des ventilateurs contrarotatifs placés juste à l'intérieur des capots du moteur. Ces derniers entraînaient chacun une hélice propulsive quadripale métallique à pas constant.
Devant disposer d'une bonne défense pour assurer son rôle de bombardier, il est armé de canons Type 99-2 jumelés de 20mm répartis dans trois tourelles (dorsale, ventrale et caudale), de deux mitrailleuses Type 2 jumelées de 13,2mm installées dans une tourelle à l'avant ainsi que deux autres mitrailleuses Type 2 simples disposées sur les côtés gauche et droit du fuselage.Les quatre tourelles étaient commandées électriquement.
Le 23 octobre 1944, le prototype (version G8N1), prend son premier envol un an à peine après la validation pour sa construction. Malgré des problèmes mineurs de suralimentation, l'avion est prometteur : il est doté de bonnes qualités de vol, d'un bon blindage, qui protège bien l'équipage et ses réservoirs de carburant, ainsi que d'un excellent armement.

## Histoire opérationnelle

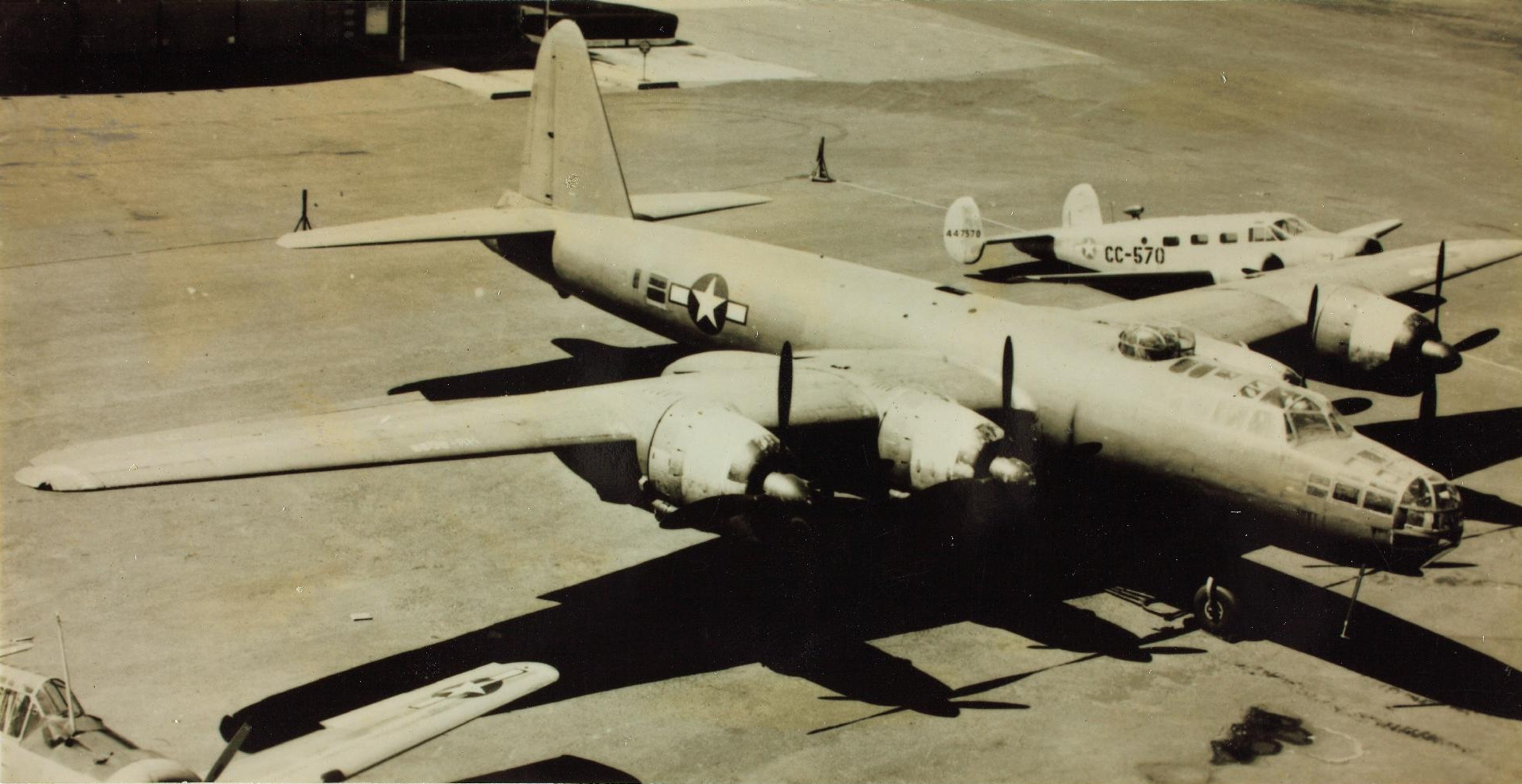
Vue de l'avion, ici repeint aux couleurs américaines et posant aux côtés d'un T-6 Texan et d'un C-45.

Le prototype initial est achevé en octobre 1944 et livré à la Marine pour des essais en janvier 1945, un an après le début de son développement. Trois autres exemplaires furent achevés en juin 1945. Le troisième prototype sera détruit au sol par des avions américains.
Outre des problèmes mineurs avec les turbocompresseurs, le Renzan a obtenu des résultats satisfaisants et la Marine espérait avoir un total de 16 prototypes et 48 bombardiers de série assemblés en septembre 1945. Mais l'aggravation de la situation de la guerre et la pénurie critique d'alliages, notamment d'aluminium léger, mèneront à l'annulation du projet en juin.
Une variante fut proposée, celle du G8N2 Renzan-Kai modèle 22, alimenté par quatre moteurs radiaux Mitsubishi MK9A de 2200 ch et modifié pour accueillir la fixation de l'avion-fusée suicide Ohka Type 33. Juste avant la capitulation du Japon en août 1945, on envisagea brièvement de produire une version entièrement en acier de l'avion, qui devait être désignée G8N3 Renzan-Kai modèle 23, mais la cessation des hostilités empêcha tout développement ultérieur.
Quatre exemplaires étaient achevés en juin 1945, et le manque de métaux stratégiques accompagnés des bombardements américains intensifs ne permettaient pas d'en produire plus. Trois de ces appareils finalisés périront dans ces bombardements. À la capitulation japonaise, les Américains convoyèrent l'avion survivant pour évaluation sur la base de Wright Field (Wright-Paterson) à Dayton, dans l'Ohio. Il y était encore visible aux couleurs américaines en 1946. Il sera malheureusement démantelé peu de temps après pour récupérer de la ferraille, ne laissant aucun autre appareil survivant.

## Variantes
G8N1 Renzan
Version de bombardement. 4 exemplaires construits.
G8N2 Renzan-Kai Model 22
Version de transport pour l'avion bombe volante MXY-7 Okha Type 33. Aucun exemplaire construit.
G8N3 Renzan-Kai Model 23
Version tout acier. Aucun exemplaire construit.

## Utilisateurs
Japon
Marine impériale japonaise

## Dans la culture populaire
L'avion est présent dans le jeu-vidéo War Thunder. C'est le dernier appareil de la branche des bombardiers moyens-lourds de l'arbre des forces aériennes japonaises, figurant au rang IV. Il est d'ailleurs à noter qu'il dispose d'un camouflage aux couleurs américaines.